# ترکیبات آلی زنون
ترکیبات آلی زنون(به انگلیسی: Organoxenon compound) دسته‌ای از ترکیبات آلی فلزی هستند که در آن بین اتم کربن و زنون پیوند شیمیایی برقرار شده باشد.نخستین بار ترکیبات آلی زنون دو ظرفیتی مانند (C۶F۵)۲Xe کشف گردید و پس از آن و در سال ۲۰۰۴ ترکیب چهار ظرفیتی [C۶F۵XeF۲][BF۴] کشف گردید.از آن زمان تا کنون بیش از صد ترکیب آلی حاوی زنون کشف شده است.